# Organització Internacional per a l'Estandardització
L'Organització Internacional per a l'Estandardització (International Organization for Standardization en anglès, coneguda com a ISO pel prefix grec que significa igual) és una organització no governamental que es compon per diferents representants d'organismes de normalització de més de 150 països. Fundada el 23 de febrer de 1947 a Ginebra, la seva funció és l'elaboració d'estàndards i normes internacionals per molts camps de la indústria i el comerç.
L'organització publica molts tipus de normes, com ara tècniques (per exemple sobre MP3 o targetes telefòniques), de classificació (p. ex. de codis de països) o estàndards de procediments (p. ex. l'ISO 9000 sobre gestió de la qualitat).

## Perspectiva general

### Què és
ISO, l'Organització Internacional per a l'Estandardització, és una organització independent, no governamental, els membres dels quals són els organismes de normalització dels 163 països membres. És el major desenvolupador mundial d'estàndards internacionals voluntaris i facilita el comerç mundial en proporcionar normes comunes entre les nacions. A prop de vint mil normes s'han establert que abasta des dels productes manufacturats i la tecnologia fins a la seguretat alimentària, l'agricultura i la cura de la salut.
L'ús d'estàndards facilita la creació de productes i serveis que siguin segurs, fiables i de bona qualitat. Els estàndards ajuden a les empreses a augmentar la productivitat i reduir al mínim els errors i els residus. En permetre comparar directament productes de diferents fabricants, facilitar que noves companyies puguin entrar en nous mercats i ajudar en el desenvolupament d'un comerç global amb bases justes. Les normes també serveixen per protegir els consumidors i als usuaris finals dels productes i serveis, el que garanteix que els productes certificats compleixen amb els estàndards mínims establerts a nivell internacional.

### Idiomes oficials i sigles
Els tres idiomes oficials de la ISO són anglès, francès i rus. El nom de l'organització en francès és Organisation internationale de Normalisation, International Organization for Standarization en anglès i Международная организация по стандартизации en rus.
Segons la ISO, a causa que el seu nom en diferents idiomes tindria diferents sigles ("IOS" en anglès, "OIN" en francès, etc.), l'organització va adoptar "ISO" com les seves sigles en referència a la paraula grega isos (ἴσος, traduït com igual). No obstant això, durant les reunions fundacionals de la nova organització, aquesta paraula mai va ser esmentada, així que aquesta explicació podria haver estat imaginada posteriorment.
Tant el nom "ISO" com el logo són marques registrades, i el seu ús està restringit.

### Afiliació
La ISO compta amb 163 membres nacionals, d’un total de 206 països en el món.

Mapa dels membres de la ISO

Aquesta té tres categories de membres:
- Els Cossos membre (blau): són cossos d'estandardització nacionals considerats els més representatius de cada país. Aquests són els únics membres d'ISO que tenen dret a vot.
- Els Membres corresponsals (groc): són països que no tenen la seva pròpia organització d'estandardització. Aquests membres estan informats sobre el treball d'ISO, però no participen en la promulgació d'estàndards.
- Els Membres subscriptors (vermell): són països amb petites economies. Paguen tarifes reduïdes, però poden seguir el desenvolupament dels estàndards.

Els membres participants són anomenats membres "P", en contraposició als membres observadors, que són anomenats membres "O".

### Finançament
La ISO està finançada per una combinació de:
- Organitzacions que administren projectes específics o presten a experts per participar en el treball tècnic.
- Subscripcions dels cossos membres. Aquestes subscripcions són proporcionals al producte interior brut de cada país i les seves xifres de comerç.
- Venda d'estàndards.

## Història

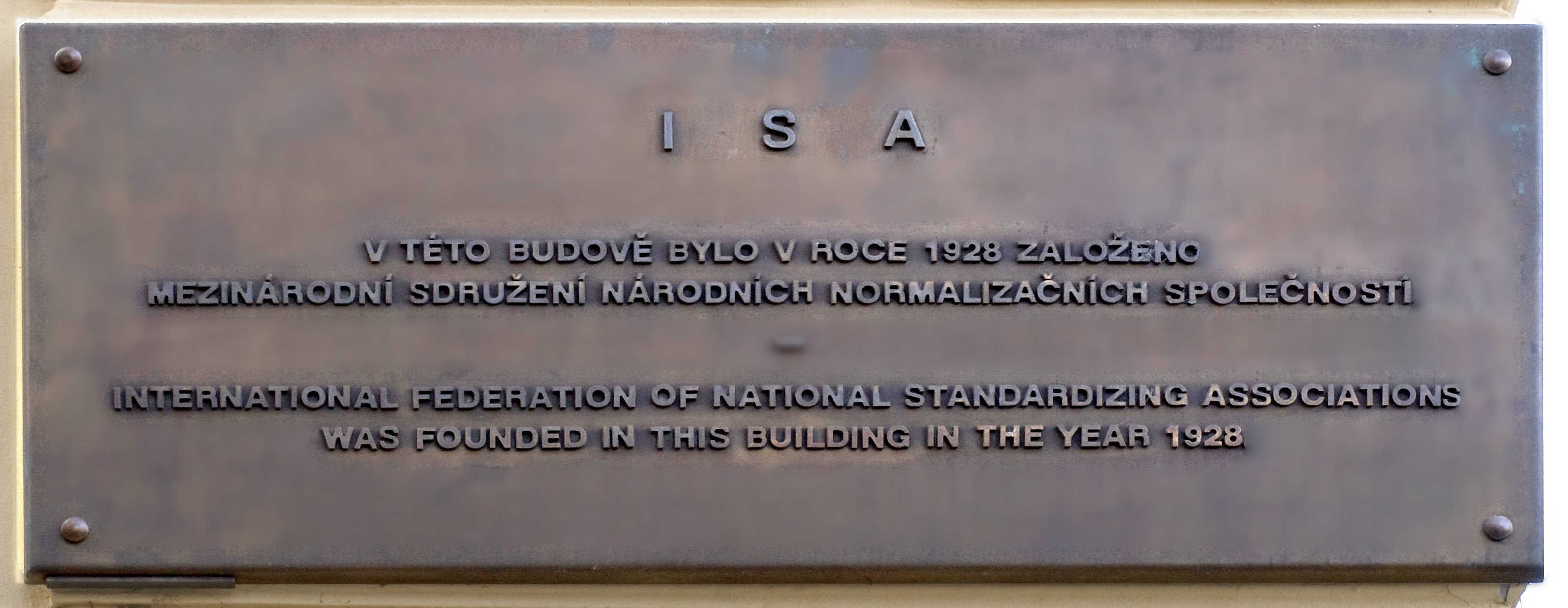
Placa assenyalant l'edifici a Praga on es va fundar el predecessor d'ISO, ISA.

L'organització coneguda avui dia com ISO va néixer el 1926 com la Federació Internacional d'Associacions d'Estandardització Nacionals (ISA). Va ser suspesa en 1942 durant la Segona Guerra Mundial, però després de la guerra se li va proposar per part del Comitè Coordinador d'Estàndards de les Nacions Unides (UNSCC) formar un nou cos d'estàndards globals. A l'octubre de 1946, delegats de ISA i de UNSCC de 25 països es van reunir a Londres i van decidir unir forces per crear la nova Organització Internacional de Normalització; la nova organització començaria oficialment a operar al febrer de 1947.

## Lliurables ISO

### Estàndards ISO:Estàndard Internacional
Un estàndard ISO és un document normatiu, elaborat d’acord amb els procediments de consens, que ha sigut aprovat pels membres ISO i pels membres P del comitè responsable, com un projecte de Norma Internacional i/o Norma que ha sigut publicada per la Secretaria Central de la ISO. Un estàndard proporciona requisits, especificacions, directrius o característiques que es poden utilitzar de manera consistent per assegurar que els materials, productes, processos i serveis són adequats pel seu propòsit. L’objectiu dels estàndards internacionals ISO és garantir que els productes i serveis són segurs, fiables i de bona qualitat.
Els estàndards són denominats utilitzant el format: ISO/[/IEC] [/ASTM] [IS] nnnnn[-p]:[yyyy] Títol, on nnnnn és el número de l'estàndard, p és un número opcional de peça, yyyy és l’any de publicació i Títol descriu el tema de l'estàndard. El terme IEC (Comissió Electrotècnica Internacional) s’inclou si l'estàndard és resultat del treball d'ISO/IEC JT1 (el Comitè Conjunt Tècnic) i l’ASTM (Societat Americana d’assaigs de Materials) s’utilitza pels estàndards desenvolupats juntament a l’ASTM Internacional. El terme yyyy i IS no s’utilitzen per estàndards incomplets o que no s'hagin publicat i sota unes circumstàncies determinades es poden ometre del títol d’un treball publicat.

### ISO/TR (Technical Report): Informes Tècnics
Un informe tècnic és un document informatiu que conté informació d’una espècie diferent de la que es publica normalment en un document normatiu.
Quan el comitè o subcomitè ha recollit dades d’una espècie diferent de la que es publica normalment com una norma internacional (això pot incloure, per exemple, les dades obtingudes en una enquesta duta a terme entre els organismes nacionals, les dades sobre el treball en altres organitzacions o dades internacionals sobre l’"estat de l’art" en relació amb les normes dels organismes nacionals en un tema en particular), el comitè tècnic o subcomitè pot decidir, per majoria simple de vots dels membres P de votació, demanar al Director Executiu que publiqui les dades com un informe tècnic.
El document haurà de ser enterament de caràcter informatiu i no contindrà matèria que impliqui que és normativa. S’explicarà de manera clara la seva relació amb els aspectes normatius de la matèria que són, o seran, tractats en les Normes Internacionals relacionats amb el tema.
El conveni de denominació per aquests és el mateix que pels estàndards, excepte que s’utilitza TR en comptes d’IS en el nom de l’informe. Per exemple:
- ISO/IEC TR 17799:2000 Code of Practice for information Security Management
- ISO/TR 19033:2000 Technical product documentation – Metadata for construction documentation

### DIS o ISO/TS (Technical Specification): Especificació tècnica
Una especificació tècnica és un document normatiu que representa el consens tècnic dintre del comitè ISO. Les especificacions tècniques poden preparar-se i publicar-se en les següents circumstàncies:
- El tema de que es tracti estigui encara en desenvolupament o si existeix alguna possibilitat futura però no immediata d’un acord de publicar una Norma Internacional. En aquest cas, el comitè tècnic o subcomitè, seguint un procediment establert, pot decidir que la publicació d’aquest document sigui apropiada. No obstant això la publicació del document com una Especificació Tècnica haurà de reunir més de dos terços dels vots dels membres del comitè o subcomitè.[12]
- No s’obté el suport requerit per publicar un projecte com una Norma Internacional o en cas de dubte sobre el consens, el comitè tècnic o subcomitè podrà decidir, per majoria de dos terços dels vots dels membres P que votin, publicar el projecte com a Especificació Tècnica.[12]

A més, les especificacions tècniques competidores seran possibles sempre que no entrin en conflicte amb les Normes Internacionals existents. Aquests documents estan sota revisió després d’un temps des de la seva publicació amb l’objectiu d’examinar la situació que va donar lloc a la publicació del document i si és possible arribar a un acord necessari per a la publicació d’una Norma Internacional i reemplaçar l’Especificació Tècnica.
La nomenclatura que segueix aquest tipus de document és semblant a la d’informes tècnics, però utilitzant el terme TS, per exemple:
- ISO/TS 16952-1:2006 Technical product documentation — Reference designation system — Part 1: General application rules

### ISO/PAS (Publicly Available Specification): Especificacions públicament disponibles
Les especificacions públicament disponibles o PAS és un document normatiu que representa el consens dintre d’un grup de treball. Una PAS pot ser una especificació intermèdia, publicada abans del desenvolupament de la Norma Internacional completa, o en IEC pot ser una publicació “logotip dual” publicada en col·laboració amb una organització externa. A més, és un document que no compleix el requisit d’un estàndard(o norma).
El PAS es publica després de la verificació de la presentació i la comprovació de que no existeix conflicte amb les Normes Internacionals existents per part de la Comissió interessada i després de l’aprovació de la majoria simple de la votació dels membres P de la comissió. Les PAS competitives que ofereixen diferents solucions tècniques són possibles sempre que no entrin en conflicte amb els estàndards internacionals existents. Aquests documents tenen una validesa de temps determinat.
La nomenclatura d’aquest tipus de document, segueix el mateix format anterior però utilitzant l’abreviatura PAS, per exemple:
- ISO/PAS 11154:2006 Road vehicles — Roof load carriers

### Guies ISO
Les guies són documents que proporcionen orientació als comitès tècnics per a la preparació de normes, sovint en camps o temes amplis.
A diferència dels documents anteriors, les guies no són publicades per comitès tècnics o subcomitès, sinó per comitès o grups establerts de la ISO i/o la IEC sobre temes relacionats amb la normalització internacional. Un cop obtingut el consens en el grup que prepara la guia i després de seguir tot el procés de preparació establert, l'esborrany es difon per tots els membres de la ISO i el projecte s’aprova si s’aconsegueixen menys d’un quart dels vots emesos com negatius.  
Les guies són anomenades utilitzant el format ISO[/IEC]Guide N:yyyy: Títol, com per exemple:
- ISO/IEC Guide 2:2004 Standardization and related activities — General vocabulary
- ISO/IEC Guide 65:1996 General requirements for bodies operating product certification

### Copyright
Els documents ISO tenen drets d’autor i càrrecs ISO per la majoria de les còpies. No obstant això, no es cobra per la majoria dels esborranys de documents en format electrònic. Igualment, s’ha de tenir precaució amb els esborranys, ja que existeix la possibilitat de canvis substancials abans de ser finalitzats com estàndards. Algunes normes ISO i la seva presentació oficial en els Estats Units (i, a través del Comitè Nacional dels Estats Units, la Comissió Electrotècnica Internacional) són disponibles de franc.

## Procés d’estandardització
Cada estàndard de la ISO és desenvolupat en sis etapes i per votació per un grup d’experts que formen el comitè tècnic (technical committee, TC) i el subcomitè (subcommittees, SC). Un cop s’ha establert la necessitat de redactar un nou estàndard, els experts es reuneixen per debatre i negociar un primer esborrany. Després de redactar l'esborrany el transmeten a la resta dels membres de la ISO, els quals l’han de comentar i votar. Si s’arriba a un consens l'esborrany es converteix en un estàndard, si pel contrari no s’hi arriba, és retornat al comitè d’experts per fer-hi modificacions.

### Etapa 1
La ISO no decideix quan un nou estàndard és desenvolupat. Respon a una necessitat específica del mercat o la indústria. Cada país té un membre de la ISO que s’encarrega de comunicar aquesta necessitat que li transmet el sector interessat a l’organització Internacional (ISO).
Un cop arriba la proposta, els comitès la revisen i determinen si s’inclou al programa de treball. Es realitza una votació entre els membres del comitè tècnic i subcomitès i la proposta s’accepta si hi ha majoria a favor i almenys 5 membres del comitè s’ofereixen a participar activament al projecte. En aquest punt es designa un cap de projecte responsable del treball.

### Etapa 2
Un grup d’experts del comitè tècnic format per membres de tot el món negocien tots els aspectes del nou estàndard com són l’abast, les definicions clau i el contingut, per a redactar un seguit d’esborranys fins que s’arribi a la millor solució tècnica del problema. Un cop redactat s’envia al comitè tècnic perquè ho revisi.

### Etapa 3
L'esborrany redactat és registrat. El comitè tècnic ha de debatre i arribar a un consens. Si hi arriba l'esborrany es converteix en un esborrany d’estàndard internacional (DIS – Draft International Standard) i és enviat als membres de la ISO de cada país.

### Etapa 4
Cada membre el revisa durant cinc mesos i el comenta per emetre un vot al comitè tècnic. Tots els vots i comentaris són revisats pel comitè per arribar a un consens en el que dos terceres parts han d’estar a favor i no més d’una quarta part del vots en contra. Si s’arriba, es redacta el darrer esborrany, l'esborrany final d’estàndard Internacional (FDIS, Final Draft International Standard), que s’envia a tots els membres de la ISO.

### Etapa 5
L'esborrany ha de ser aprovat per tots els membres de la ISO per votació en un període de dos mesos. Durant aquest període els comentaris que arribin no seran rellevants per a la votació, però, es tindran en compte per futures revisions. La votació té els mateixos requeriments que a l'etapa anterior, si es compleixen i és aprovat, s’arriba a l’última etapa del procés.

### Etapa 6
L’Organisme Internacional per a l'estandardització (ISO) publica l'estàndard que estarà disponible al públic per a la seva adquisició a través de la tenda de la ISO o a través dels membres que en pertanyen.
Tots els Estàndards Internacionals són revisats com a mínim cada 5 anys pel comitè tècnic.
Si un document amb un cert grau de maduresa és adequat pel procés d’estandardització, per exemple, si ha estat produït per un altre organisme, és possible evitar algunes etapes del procés amb l’anomenat procediment accelerat (Fast-track procedure). El document es transmès directament per ser aprovat com a esborrany de l'estàndard als membres de la ISO, directament a l'etapa 4. D’altra banda, si el document ha sigut desenvolupat per un organisme d’estandardització internacional reconegut pel consell de la ISO passa directament a l'etapa 5.

## Etapes per certificar un Estàndard Internacional
Obtenir la certificació de la ISO requereix una gran inversió de diners i esforç que atorga credibilitat davant els consumidors.

### Cost de la certificació
Els costos varien depenent de la mida i complexitat de l'organització que ho requereix i del procés en qüestió.
- Costos de desenvolupament: temps gastat en documentar i implementar el nou sistema.
- Costos d’entrenament i planificació: cal formar els treballadors perquè siguin capaços de preparar documents i planificar auditories internes.
- Costos de registre: cal registrar el sistema de gestió i realitzar una auditoria externa.

### Passos a seguir
Desenvolupar el sistema de gestió:
- Identificar la base del sistema i els seus processos
- Documentació dels processos
- Revisió, aprovació i distribució de la informació obtinguda

Implementar el sistema:
- Assegurar la realització dels processos com estan documentats.
- Assegurar que els treballadors estan ben formats
- Crear un sistema efectiu per realitzar comprovacions, accions preventives, revisions, controls,...
- Assegurar l'efectivitat del sistema amb dades mesurables
- Revisar i intentar millorar totes les àrees que ho requereixin

Verificar que el sistema es efectiu:
- Realitzar l’auditoria interna i comprovar el sistema
- Identificar i recopilar possibles debilitats del sistema
- Corregir o preveure segons les dades

Registre del sistema:
- Seleccionar l’organisme per a l’auditoria externa
- Assegurar que el sistema compleix l'estàndard amb les dades recopilades
- Realitzar l’auditoria externa amb l’organisme requerit[21]

## Normes ISO populars
Cap a la fi de 2016 existien aproximadament 21000 normes ISO actives que engloben des d'aspectes tecnològics fins aspectes comercials. Dels quals les normes ISO més populars són:
| Norma ISO     | Assumpte                                        | Descripció |
| ------------- | ----------------------------------------------- | --- |
| ISO 9000      | Sistema de gestió de la qualitat                | Consisteix en un conjunt de normes relacionades amb aspectes de la gestió de la qualitat. Aquestes normes es poden aplicar a qualsevol organització o activitat orientada en la producció de bens i serveis, per tal d'assegurar que els serveis compleixen amb els requisits dels clients i la millora continua de la qualitat. La família ISO 9000 inclou: - ISO 9001:2015 – Requisits. - ISO 9000:2015 – Fonaments i vocabulari. - ISO 9004:2009 – Directrius per la millora continua de la implantació del sistema de gestió i qualitat. - ISO 19011:2011 – Guia sobre auditories internes i externes. |
| ISO 14000     | Sistema de gestió mediambiental                 | Conjunt de normes internacionals que proporcionen eines a empreses i organitzacions per tal de gestionar els aspectes mediambientals que es generen en cadascuna de les activitats que es desenvolupen, a més a més de promoure la protecció mediambiental i la prevenció de la contaminació. |
| ISO 45001     | Sistema de gestió de seguretat i salut laboral  | Norma en desenvolupament que pretén ajudar a les organitzacions a proporcionar una millora continua en la seguretat i salut laboral (SST) dels treballadors, reduint els riscos laborals i creant millors condicions de treball. La norma ISO 45001 ha substituit a la norma OHSAS 18001. |
| ISO/IEC 27001 | Sistema de gestió de seguretat de la informació | Principal norma de la família ISO/IEC 27000 que conté els requisits del sistema de gestió de seguretat de la informació (SGSI). |
| ISO 26000     | Responsabilitat Social Corporativa              | Proporciona orientació a empreses i organitzacions perquè puguin actuar d’una manera socialment responsables, és a dir, d’una manera ètica i transparent. |
| ISO 50001     | Gestió energètica                               | Norma relacionada amb els requisits per la millora continua del sistema de gestió d’energia (SGEn) aplicable a les empreses i organitzacions per tal de reduir el consum energètic i els costos relacionats. |
| ISO 3166      | Codis de països                                 | Estàndard internacional on es defineix els codis internacionalment reconeguts de lletres i/o nombres que es poden utilitzar al parlar de països i subdivisions. |
| ISO 4217      | Codis de divises                                | Estàndard internacional que estableix els codis reconeguts per la representació de les divises. |
| ISO 639       | Noms de llengües                                | Conjunt d’estàndards relacionats amb la representació dels noms de llengües i famílies lingüístiques. |
| ISO 22000     | Gestió de la seguretat alimentària              | Conjunt de normes genèriques relacionades amb la seguretat alimentaria durant el transcurs de tota la cadena de subministrament. |
| ISO 20121     | Sistema de gestió d’esdeveniments sostenibles   | Estàndard que ofereix orientació per millorar l’impacte social, econòmic i ambiental que succeeix alhora de realitzar un esdeveniment. |
| ISO 13485     | Productes sanitaris                             | Estàndard que representa la bona gestió de qualitat en el disseny i fabricació de productes sanitaris. |
| ISO 31000     | Gestió de risc                                  | Conjunt de normes sobre gestió de riscos que proporcionen principis i guies a les empreses i organitzacions en el seu anàlisis i evacuació de riscos, a través del model de Gestió de Riscos Empresarials (ERM). La família ISO 31000 inclou: - ISO 31000:2009 – Principis i directrius. - ISO/IEC 31010 – Tècniques d’avaluació. - ISO 73:2009 – Vocabulari. |
| ISO 37001     | Mesures de prevenció contra el suborn           | Estàndard internacional que especifica un conjunt de mesures per ajudar a les organitzacions i empreses a prevenir, detectar i tractar els casos de suborn. |
| ISO 8601      | Format data i hora                              | Especifica la notació estàndard i internacional per representar data i hora. |